# Amelia Pietrangelo
Amelia Pietrangelo (* 14. Juli 1993 in Laval, Québec, Kanada) ist eine kanadische Fußballspielerin.

## Karriere

### Vereine
Pietrangelo spielte während ihres Studiums an der Rutgers University für die Mannschaft der Rutgers Scarlet Knights sowie parallel dazu für den W-League-Teilnehmer Laval Comets. Nach der Saison 2015 ließ sie mit Hallenfußball ihre Saison ausklingen und erzielte für Tough Mothers 18 Tore in neun Spielen der Quebec Super League. Am 6. Januar 2016 wechselte sie in die Schweiz zum FC Neunkirch, wo ihre Landsfrau Alyssa Lagonia Mannschaftskapitänin ist. Am 26. Juni 2017 unterschrieb sie in der Frauen-Bundesliga beim FF USV Jena, wo sie nach Tiffany Cameron und Shannon Woeller die dritte Kanadierin ist.

### Nationalmannschaft
Sie debütierte am 9. Dezember 2010 gegen die Niederlande in der kanadischen A-Nationalmannschaft und nahm mit dieser im Folgejahr siegreich an den Panamerikanischen Spielen teil. Im März 2012 war Pietrangelo Teil der kanadischen U-20-Auswahl bei der CONCACAF U-20-Meisterschaft und kam dort in vier Partien zum Einsatz.

## Erfolge und Auszeichnungen
- 2011: Sieg bei den Panamerikanischen Spielen
- 2011: Kanadische U-20-Spielerin des Jahres bei den Canadian Player Awards